# Fântâna Vioara Spartă

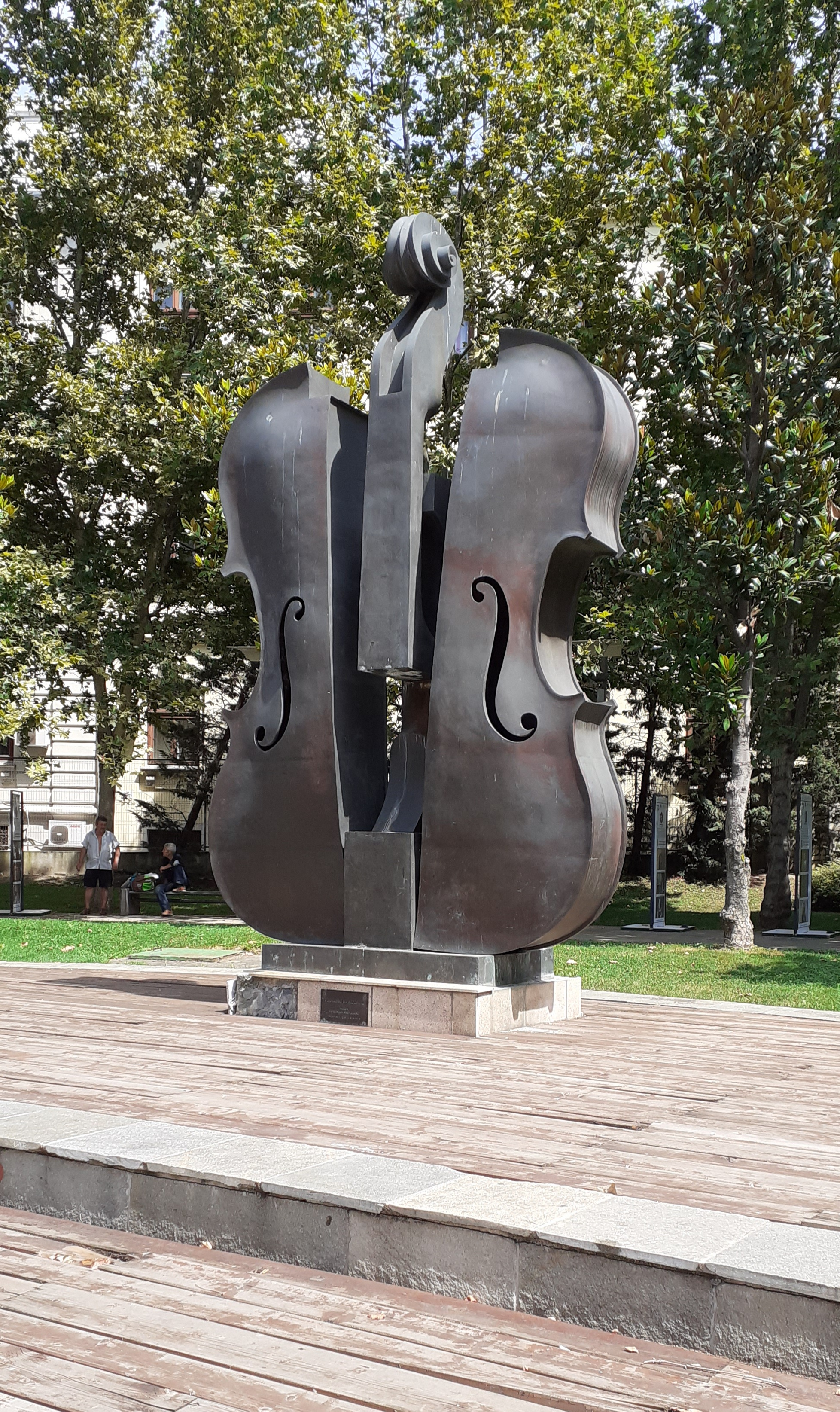
Font del violí trencat 2011

La Fântâna Vioara Spartă (en català La font del violí trencat) és un monument del fòrum públic de Bucarest, instal·lat al "Parc Colțea", entre el Palau del Ministeri d'Agricultura i l'Hospital Colțea. El monument consta d'una gran font, al centre de la qual hi ha un violí de bronze desmembrat una placa de bronze amb la inscripció en italià: "VIOLINO SPACCATO". Autor: Domenica Regazzoni. Ajuntament del sector 3." El monument il·lustra la força invencible de la música, que allibera energies sonores de la carcassa material de l'instrument a costa de desintegrar-se la matèria.

## L'autoritat contractant
L'Administració de monuments i patrimoni turístic, va adjudicar a través de la subhasta pública número 35253 / 28.06.2008, a l'artista plàstic Ioan Bolborea el contracte per valor de 2,9 milions de lei sense IVA per a la construcció del monument públic Vioara Spartă, fet amb material final de bronze, amb una alçada de 5 metres, al taller de l'escultor i la instal·lació del monument a la zona de Colțea.

## Realització i ubicació
El violí, de 7 tones de pes, va ser realitzat per l'artista Ioan Bolborea, després d'un esbós de 20 centímetres de l'artista italiana Domenica Regazzoni, l'autor d'un cicle d'escultures que representaven els violins. El del contracte és del tipus "Violí trencat", perquè els seus elements principals estan trencats. Ioan Bolborea va ampliar l'obra a escala i la va fondre en bronze.
esquerra|miniatura|Font del violí trencat el 2016
Per instal·lar el monument, l'estiu de 2009 Colțea Park va ser transferit de l'administració d'ALPAB (Administració de Llacs, Parcs i Recreació de Bucarest) a la cura del Consell Local del Sector 3. Les obres de remodelació del parc i muntatge de l'escultura van tenir lloc només dos anys després dels arranjaments realitzats al parc per ALPAB, per als quals va gastar 730.000 lei.
El 2009, al parc de Colțea, es van restaurar les instal·lacions i les rutes del sistema de rec, així com les bombes del pou central. Es van canviar les lloses trencades del paviment i la banyera de la font, així com els graons de l'estació de metro de la Universitat i es van plantar gespes a les zones verdes. Al centre del pou artesà es va col·locar l'obra d'art "L'ànima del violí" de l'artista Domenica Regazzoni, fosa en bronze per l'artista Ion Bolbocea.
A cada costat del violí es va muntar una construcció metàl·lica formada per tres elements cadascun, dissenyada per formar junts una cortina d'aigua, amb el paper de refrescar l'aire.
En un moment donat, la font va quedar en desús, es va retirar la cortina d'aigua i altres elements decoratius i es va posar al lloc on hi havia la piscina una plataforma per a actuacions a l'aire lliure.

## Canvi d'opinió
Inicialment, en aquest lloc es pretenia erigir el monument "Carreta amb lluentons", però, sota la pressió del Ministeri de Cultura, es va muntar a l'altra banda de la carretera, davant del teatre nacional "Ion Luca Caragiale".
Després, el 2007, per a aquesta ubicació, l'Administració de Parcs i Recreació dels Llacs de Bucarest havia anunciat una subhasta pública per al pou "Lira Esedra", espai verd, sistema de reg i sistema d'il·luminació, perquè l'alcalde de la capital va encarregar un estudi de viabilitat per tal de muntar una font segons un model que havia vist a Suïssa, amb el nom romàntic: Lira Esedra.
El gener de 2014, el Consell General de l'Ajuntament de la capital va elaborar un projecte de decisió dirigit a reconstruir el monument de Ion C. Brătianu i situar-lo a la plaça de la Universitat, on es trobava inicialment, però no al cercle central, sinó entre Palau del Ministeri d'Agricultura i Hospital Colțea, al “Parc Colțea”, on actualment es troba la font del violí espartà.

## Domenica Regazzoni
Domenica Regazzoni, nascuda el 1953, és originària de Cortenova, sent el seu pare un luthier. A través de la seva escultura, l'artista vol comunicar la idea del poder de la música. Les escultures tenen el mateix tema:
- “Contorno di violino” (esbós de violí), escultura de fusta d'auró, del 2004.
- “Violino scomposto”, escultura de fusta d'auró i avet, del 2006.
- “Violino spaccato” (violí trencat) n.2 (marró), 2006, escultura de bronze, 45x26x9 cm.